# Fútbol Club Pas de la Casa
Actualités
Dernière mise à jour : 26 mars 2025.
Le Fútbol Club Pas de la Casa est un club de football andorran fondé en 2012 au Pas de la Case. Le club joue actuellement en Primera Divisió,.

## Palmarès
- Segona Divisió  :

Champion en 2023 .